# László Bárdossy
László Bárdossy (født 10. december 1890 i Szombathely, Ungarn, død 10. januar 1946 i Budapest) var en ungarsk diplomat og politiker. Han var Ungarns statsminister i perioden 1941-1942. 
Ved udenrigsminister István Csákys afgang i slutningen af januar 1941 udnævntes Bárdossy til dennes efterfølger i Pál Telekis regering. På grund af Nazitysklands angreb på Jugoslavien og splittelsen omkring den førte politik i Ungarn begik Teleki selvmord i april, og Ungarns regent Miklós Horthy udnævnte Bárdossy till ny statsminister.
Som regeringschef førte Bárdossy en udpræget protysk udenrigspolitik og mente at en alliance med Nazityskland indebar en mulighed for, at Ungarn kunne generobre de områder, man måtte afstå i forbindelse med Versaillesfreden. Horthy og Bárdossy sendte desuden ungarske tropper til at assistere tyskerne i Jugoslavien.
Bárdossy var antisemit og antikommunist, hvilket prægede hans politik. Han lod indføre en række antijødiske love og indskrænkede jødernes borgerlige og økonomiske rettigheder. Desuden sanktionerede han deportationer af de ungarske jøder samt massakrerne på sammenlagt 16.000 jøder i Kamenets-Podolsk og Novi Sad.
Da Nazityskland i juni 1941 angreb Sovjetunionen, lykkedes det Horthy at hindre Bárdossy i at erklære krig. Da Sovjetunionen 40 dage senere bombede den ungarske by Košice, godkendte Bárdossy krig mod Sovjetunionen, selvom han ingen tilladelse havde fra det ungarske parlamentet. Efter Japans angreb mod Pearl Harbor i december 1941 erklærede Bárdossy krig mod USA efter pres fra tysk side. På grund af disse hændelser blev Bárdossy afskediget den 7. marts 1942 af Horthy og erstattet med den mere moderate Miklós Kállay. Efter Nazitysklands invasion af Ungarn i marts 1944 samarbejdede Bárdossy og hans tilhængere med statsminister Döme Sztójay og senere med Ferenc Szálasis Pilekorspartiet.
Efter 2. verdenskrigs afslutning blev Bárdossy på sovjetisk initiativ stillet for en ungarsk folkedomstol og blev dømt i december 1945 til døden for krigsforbrydelser og forbrydelser mod menneskeheden. Han blev skudt i januar 1946.